# Polyipnus aquavitus
Polyipnus aquavitus és una espècie de peix pertanyent a la família dels esternoptíquids.

## Descripció
- Fa 3,5 cm de llargària màxima.[5][6]

## Hàbitat
És un peix marí i bentopelàgic que viu entre 120 i 1.244 m de fondària.

## Distribució geogràfica
Es troba al Pacífic occidental: Austràlia, la Xina, Nova Zelanda i Papua Nova Guinea.

## Observacions
És inofensiu per als humans.